# Engleski doručak
Engleski doručak je tradicionalni doručak koji se u Engleskoj (ali i u drugim delovima Velike Britanije) poslužuje od 19 veka, kada je u viktorijanskom dobu (vladavina kraljice Viktorije) doručak postao najvažniji obrok u danu.
Ideja je bila da engleski doručak postane tradicionalno jelo, no ideja je otišla izvan granica Velike Britanije, te je tako danas ovaj doručak popularan i može se naručiti širom sveta.
Sastoji se od pečene pančete, kajgane, prženog paradajza i pečuraka, tosta sa maslacem, kobasica i zapečenog pasulja. U nekim varijantama, poslužuje se i crni puding kao i ribani prženi krompir. Naravno ovo je zaista teško i kalorično jelo, pa je potreban i pravi engleski čaj, kao prilog koji će osigurati da sva hrana sa lakoćom stigne do želuca.